# Cantó de Lo Cailar

El cantó de Lo Cailar és un cantó francès del departament de l'Erau, a la regió del Llenguadoc-Rosselló. Forma part del districte de Lodeva, té 8 municipis i el cap cantonal és Lo Cailar.

## Municipis
- Lo Cailar
- Lo Cròs
- Las Ribas
- Pegairòlas de l'Escaleta
- Sant Feliç de Leraç
- Sant Maurise de Navacèlas
- Sant Miquèl
- Sòrbs